# براق إنجه
براق إنجه (مواليد 20 يناير 2004) هو لاعب كرة قدم تركي يلعب في مركز خط الوسط في نادي أرمينيا بيليفيلد.

## وصلات خارجية
- براق إنجه على موقع اتحاد تركيا (لاعب) (الإنجليزية)
- براق إنجه على موقع قاعدة بيانات كرة القدم.إي يو (الإنجليزية)
- براق إنجه على موقع Soccerway.com (الإنجليزية)
- براق إنجه على موقع عالم كرة القدم.نت (الإنجليزية)